# 杜文貝克河
54°28′43.6″N 13°16′04.4″E / 54.478778°N 13.267889°E
杜文貝克河（德語：Duwenbeek），是德國的河流，位於該國東北部，由梅克倫堡-前波美拉尼亞州負責管轄，處於綠根島，河道全長20公里，發源自呂根島貝爾根附近。